# 渡部隆彦
渡部 隆彦（わたべ たかひこ、1961年〈昭和36年〉1月28日 - ）は、兵庫県出身の日本の外交官。
在ヒューストン日本国総領事館領事、外務省研修所総括指導官などを経て、2022年9月から、在カルガリー日本国総領事館総領事を務めた。

## 略歴
- 1983年　　 外務省専門職員採用試験合格
- 1984年3月　関西大学法学部法律学科卒業
- 1984年4月　外務省入省
- 1998年12月　在ルーマニア日本国大使館 二等書記官
- 2000年4月　在ルーマニア日本国大使館 一等書記官
- 2001年3月　在ボストン日本国総領事館 領事
- 2004年12月　大臣官房広報文化交流部文化交流課人物交流室 課長補佐
- 2007年3月　兼大臣官房広報文化交流部文化交流課
- 2007年6月　大臣官房広報文化交流部文化交流課人物交流室 首席事務官
- 2010年8月　在ヒューストン日本国総領事館 領事
- 2014年11月　大臣官房
- 2015年2月　在ブリスベン日本国総領事館 領事
- 2018年1月　在ルーマニア日本国大使館 一等書記官
- 2021年4月　外務省研修所指導官補佐、外務省研修所総括指導官
- 2022年9月　在カルガリー日本国総領事館 総領事